# Cyprian Bazylik
Cyprian Bazylik   (Sieradz, c. 1535 (Gregorià) - 1600) va ser un poeta, escriptor, músic, compositor, impressor, traductor i reformista protestant polonès del segle xvi. És una figura cultural i religiosa del Renaixement i de la reforma polonesa.

## Vida
Cyprian va néixer a Polònia el 1535, a la ciutat de Sieradz. Era orfe de família burgesa de classe mitjana. El seu difunt pare es deia Maciej.
Va estudiar a Cracòvia a la Universitat Jagellònica entre 1550-51, on apareix a l'arxiu com Ciprianus Mathiae Syradensis. Probablement va estudiar teologia, i encara el 1550 va abraçar el calvinisme. Aleshores ja era poeta i músic. Va treballar durant algun temps a la cort del rei Segimon II August. El setembre de 1557, en un campament de l'exèrcit polonès a la riba del riu Musa, les seves habilitats artístiques i intel·lectuals van impressionar molt el cavaller i guerrer grec Jakub Heraklides Bazylik. Aquest últim li va donar el títol de noble, adoptant-lo com a fill i concedint-li el seu escut; per la qual cosa ara Ciprian tenia el cognom Bazylik. Heraklides també li va donar l'honor de "laureatus poeta" (poeta llorejat), perquè havia estat nominat per Carlos V com a comte Palatino, podent promoure els poetes amb aquest títol. Totes dues coses (ennobliment i promoció llorejada) van rebre la confirmació del rei Segimon en presència de senyors polonesos.